# Vorstoß in die Rigaer Bucht
Gotland – Rigaer Bucht – Unternehmen Albion (Moonsund) – Eismarsch der Baltischen Flotte – Åland – Unternehmen Schlußstein
Der Vorstoß in die Rigaer Bucht war eine Operation der deutschen Kaiserlichen Marine während des Ersten Weltkriegs im Ostseeraum, mit dem Ziel den Rigaer Meerbusen zu beherrschen und die Stadt Riga von Land her zu besetzen.

## Ausgangslage
Nach dem Großen Rückzug des russischen Heeres an der Ostfront konnte das deutsche Heer bis zur Jahresmitte 1915 die kurländische Küste mit den beiden bedeutenden Hafenstädten Libau und Windau besetzen – bis auf Riga, das Zentrum des Baltikums. Libau und Windau verfügten beide über ausgebaute und große Tiefwasserhäfen, die es gestatteten, große Hochsee- und Kriegsschiffe zu versorgen. Die russischen Streitkräfte verharrten in der Defensive. Lediglich die leichten Seestreitkräfte der Ostseeflotte der russischen Marine führten einen Minen- und Kleinkrieg gegen die deutsche Erzversorgung aus Schweden.

## Planungen
Die ursprünglichen Überlegungen der Obersten Heeresleitung auf deutscher Seite sahen ein kombiniertes See-Land-Unternehmen zur Besetzung Rigas durch die 10. Armee und der Sperrung der Rigaer Bucht durch Heeresteile und Marineeinheiten, ähnlich der späteren Operation Albion von 1917, vor.
Nachdem jedoch die Besetzung Rigas durch das Heer auf Grund fehlender Kräfte abgesagt werden musste, übernahm die Marine die alleinige Planung zur Sperrung der Zugänge der Rigaer Bucht, Durchbruch durch die Irben-Straße und Bekämpfung im Finnischen Meerbusen stehender russische Flotteneinheiten der russischen Ostseeflotte.
Der Einbruch in die Rigaer Bucht wurde für den 8. August 1915 durch die Ostseestreitkräfte angesetzt, wobei Teile der Hochseeflotte die Sicherung übernehmen sollten. Ziel war die Sperrung des Moon-Sunds mittels Minen durch den Hilfsminenleger Deutschland und die Blockierung des Hafens Pernau, der als britische U-Boot-Basis diente, durch Blockschiffe.

## Beteiligte deutsche Einheiten
Ostseestreitkräfte:
- IV. Geschwader: Braunschweig, Elsass, Wittelsbach, Wettin, Mecklenburg, Schwaben, Zähringen
- Aufklärungsstreitkräfte der Ostsee: Roon, Prinz Heinrich, Augsburg, Bremen, Lübeck, Thetis, V 99, V 100
- Sicherungsverbände: VIII. und X. Torpedobootsflottille mit je 11 Torpedobooten, II. Minensuchdivision mit 14 Minensuchbooten
- U-Boote: U 9, U 26, UC 4
- Hilfsminenleger: Deutschland

Hochseeflotte:
- I. Geschwader: Nassau, Rheinland, Westfalen, Posen, Ostfriesland, Thüringen, Oldenburg, Helgoland
- I. Aufklärungsgruppe: Seydlitz, Moltke, Von der Tann
- II. Aufklärungsgruppe: Graudenz, Regensburg, Stralsund, Pillau
- Führer der Torpedoboote: Kolberg, 1. Torpedobootshalbflottille (4 Boote), III. Torpedobootsflottille (10 Boote), V. Torpedobootsflottille (Korvettenkapitän Bernd von dem Knesebeck, 8 Boote), IX. Torpedobootsflottille (10 Boote), I. Minensuchdivision (13 Boote)
- Luftschiff: Parseval PL25

## Beteiligte russische Einheiten
- Linienschiff: Slawa
- Kreuzer: Bajan, Gromoboi

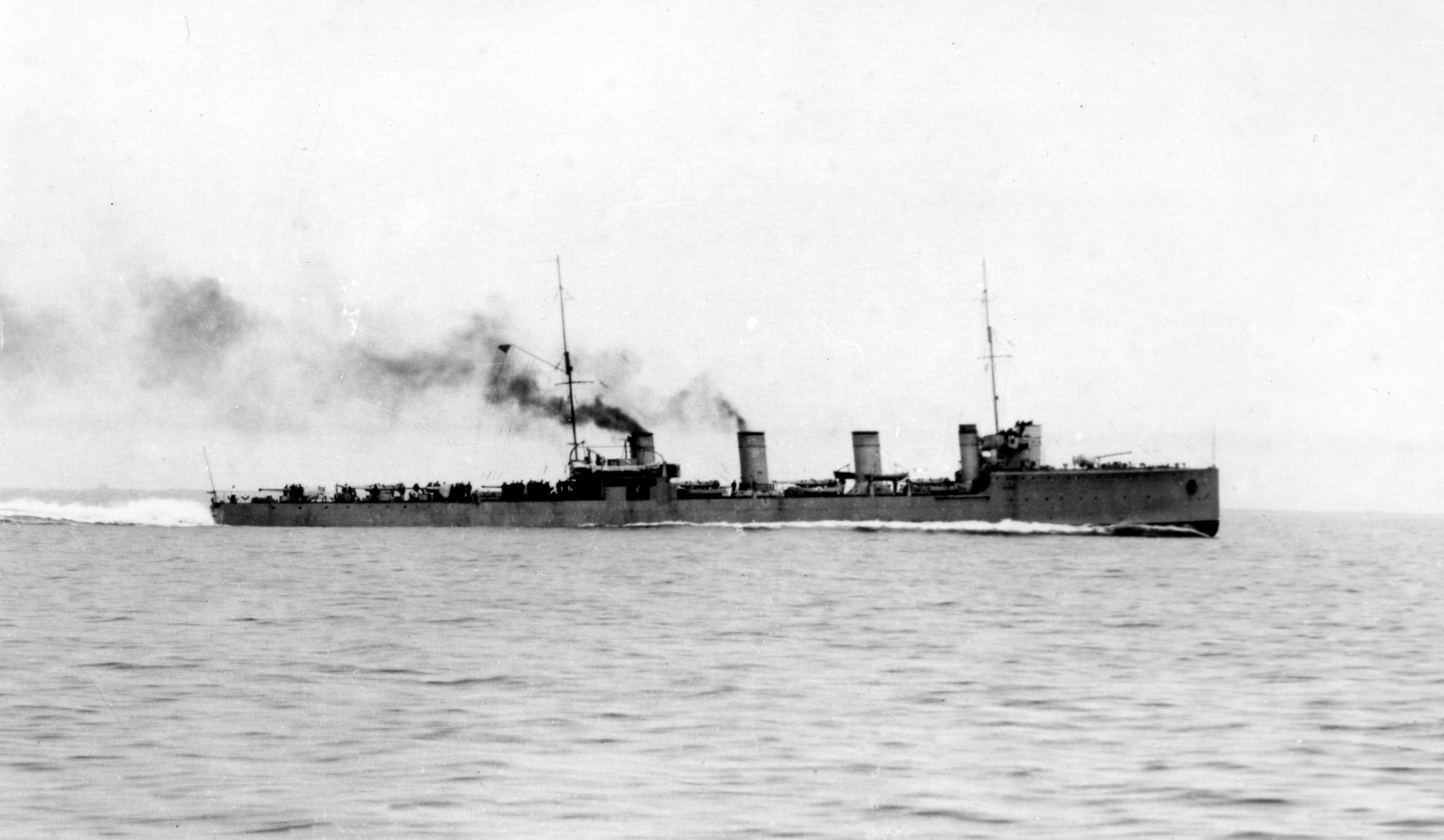
Vorkriegsaufnahme des russischen Zerstörers Nowik

- Zerstörer: Nowik; Ochotnik, General Kondratenko, Sibirski Strelok der Ochotnik-Klasse, Amurez, Ussurijez der Wsadnik-Klasse; Emir Bucharski, Finn, Dobrowolez der Emir Bucharski-Klasse; Ukraina, Woiskowoi, Straschny, Donskoi Kasak der Ukraina-Klasse
- Minenleger: Amur
- Kanonenboote: Grosjaschtschi, Chrabry, Siwutsch, Koreetz
- U-Boote: E1, E9 (britisch); Gepard, Makrel, Minoga, Drakon
- Flugzeugmutterschiff: Oitica

## 1. Vorstoß vom 6. bis 9. August 1915
Die Planungen der Marine sahen vor, dass zwei Fahrwege durch die umfangreichen Minensperren in der Irbenstraße und westlich von Ösel innerhalb von 3 Stunden geräumt werden sollten, um den schweren Unterstützungseinheiten genug Raum zum Manövrieren zu geben.

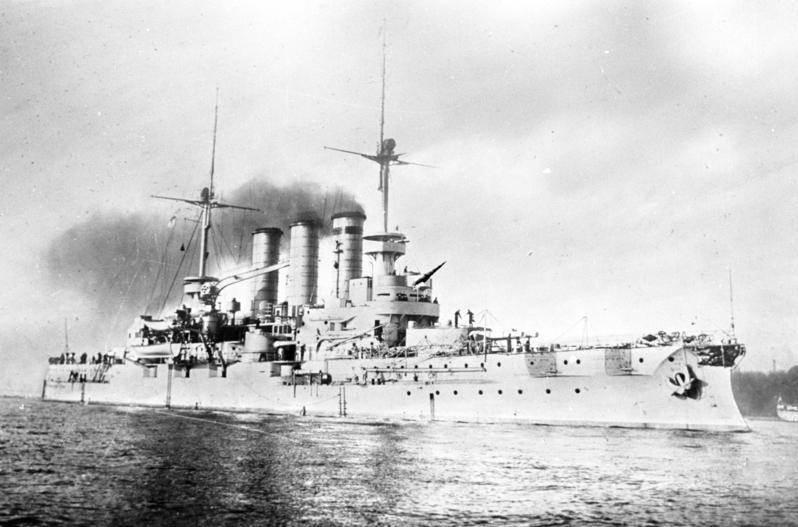
Linienschiff der Braunschweig-Klasse

Am 8. August um 03.50 Uhr begann die II. Minensuchdivision – unter Bedeckung des Linienschiffs Braunschweig sowie des Kleinen Kreuzers Bremen – mit ihren 14, aus veralteten kleinen, zu Minensuchbooten umgebauten Torpedobooten von Pissen aus in Richtung Irben-Straße einen Weg zu räumen. Um 04.45 Uhr folgte ihr die Hilfsminensuchdivision Neufahrwasser von Lyser Ort in Richtung Zerell die unter Bedeckung des kleinen Kreuzers Thetis mit ihren neun aus ehemaligen Fischdampfern bestehenden Hilfsminensuchbooten. Am Kreuzungspunkt lief dabei das kleine ehemalige Torpedoboot T 52 um 05.10 Uhr auf der Position 57° 42′ N, 21° 51′ O auf eine Mine und sank um 05.25 Uhr ohne Menschenverluste. Die zur Bergung der Schiffbrüchigen heraneilende Thetis erhielt um 05.38 Uhr ebenfalls einen Minentreffer und musste daraufhin nach Libau entlassen werden. Währenddessen begannen die beiden russischen Kanonenboote Grosjaschtschi und Chrabry die Minensuchboote auf große Entfernung zu beschießen, deren Feuer wiederum von Bremen, Braunschweig und Elsass erwidert wurde, wobei letztere zwei schwere Treffer auf der Grosjaschtschi landen konnte. Das U-Boot-Sicherung fahrende Große Torpedoboot S 144 lief unterdessen um 07.07 Uhr auf eine Mine, konnte aber von S 140 und S 147 unterfangen und ebenfalls nach Libau eingebracht werden. Das Minenräumen wurde während der ganzen Zeit stetig fortgesetzt. Gegen 10.30 Uhr unternahm die russische Seite erstmals energische Schritte gegen die deutschen Schiffe und schickte das Linienschiff Slawa in die Irbenstraße, um das Minensuchen zu unterbinden. Diese eröffnete auf 16.000 Meter das Feuer auf Braunschweig und Elsass, die sofort zurückschossen. Die Slawa drehte umgehend ab und zog sich in die Rigaer Bucht zurück. Um 11.15 Uhr war das Minenräumen beendet und eine Sperrlücke in die Minensperren geräumt. Jedoch sank um 13.32 Uhr das Minensuchboot T 58 auf einer weiteren, bis dahin unerkannt gebliebenen Sperre auf der Position 57° 42′ N, 21° 55′ O ohne Menschenverluste.
Der Durchbruch, für den laut Planungen 3 Stunden angesetzt waren, hatte tatsächlich über 9 Stunden gedauert. Dies führte dazu, dass der Hilfsminenleger Deutschland bei Tageslicht nicht mehr seine Minensperre im Moonsund werfen konnte. Bei Nacht ohne Orientierungspunkte in unbekannten Gewässern wurde das Unternehmen als zu gefährlich angesehen. Diese Sperre war aber ein zentraler Punkt der deutschen Planung, da sie russische Verstärkungen aus den in der nördlichen Ostsee liegenden Flottenbasen Hangö, Reval und Kronstadt verhindern sollte. Hinzu kamen die wegen der langen Fahrzeit erschöpften Kohlenvorräte einiger Schiffe, die ergänzt werden mussten. In Rechnung gestellt wurde ebenso die permanente U-Boot-Gefahr: So griffen das britische U-Boot E1 erfolglos die Stralsund und das russische U-Boot Gepard die Lübeck an. Alle Einheiten mit Ausnahme einiger zur Bewachung der geräumten Wege zurückgelassener Boote liefen die Häfen Windau und Libau an, um Kohlen zu ergänzen – was den ganzen darauffolgenden Tag anhalten sollte. Währenddessen gelang es dem russischen Zerstörer Nowik, Teile der Irbenstraße erneut zu verminen.
Am folgenden Tag, dem 10. August, beschoss der Kreuzer Kolberg in einem Ablenkungsmanöver zusammen mit dem Torpedoboot V 28 den Leuchtturm auf der Insel Utö im Finnischen Meerbusen, wobei es zu einem kurzen Zusammentreffen mit russischen Zerstören kam. Um 06.00 Uhr wurde der Schlachtkreuzer Von der Tann zusammen mit S 131 und G 197 zur Unterstützung der Kolberg-Gruppe detachiert, der dabei umgehend ins Gefecht mit dem russischen Kreuzer Gromoboi kam. Letzter drehte vor dem überlegenen Schlachtkreuzer ab, der daraufhin einen Zielwechsel auf eine Landbatterie auf Utö vornahm und prompt einen mittleren Treffer in den vorderen Schornstein erhielt. Zeitgleich beschossen die Großen Kreuzer Roon und Prinz Heinrich unter Bedeckung der kleinen Kreuzer Bremen und Lübeck sowie der X. Torpedobootsflottille Zerel und wurden von russischen Zerstörern attackiert, wobei die Sibirski Strelok zwei Treffer erhielt.
Am 11. August ruhten die Kampfhandlungen erneut, während es Nowik, Finn, Dobrovolec, General Kondratenko, dem Minenschiff Amur und fünf weiteren Booten gelang, insgesamt über 350 Minen in der Irbenstraße zu legen. Die Amurez erhielt hierbei einen Minentreffer und wurde von der Ussurijez nach Kuiwast eingeschleppt.
Deutscherseits wurden die U-Boote U 9 und U 26 in das Gebiet zwischen Odensholm und Dagö zur Unterstützung und Überwachung geschickt. Das Minenlege-U-Boot UC 4 sollte die Zufahrt nach Utö verminen, wurde dabei vom britischen U-Boot E9 erfolglos mit drei Torpedos angegriffen und erfüllte die Aufgabe schließlich am 14. August. Das U-Boot U 26 ist seit dem 11. August in der Ostsee verschollen und vermutlich nach einem Minentreffer mit der gesamten Besatzung gesunken.
Die Zeit der Ruhe der schweren Einheiten bis zum 15. August nutzte man deutscherseits für die Planung eines zweiten Vorstoßes ab dem 16. August, um die gesteckten Ziele dennoch erreichen zu können.

## 2. Vorstoß vom 16. bis 20. August 1915

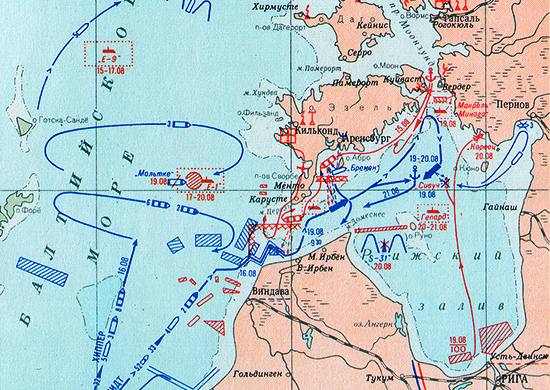
Kriegsschauplatz im Golf von Riga 3 (16) - 8 (21) August 1915 Schema.

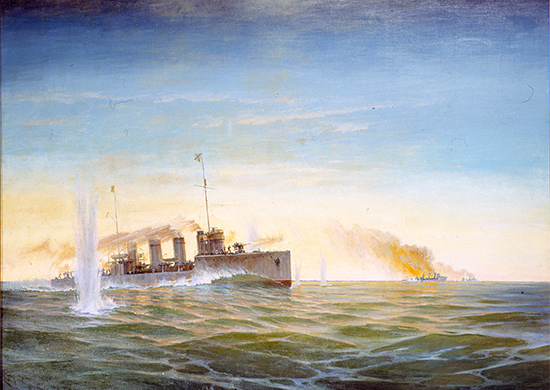
Die Schlacht des Zerstörers „Novik“ mit den deutschen Zerstörern „V-99“ und „V-100“ im Golf von Riga am 4. (17) August 1915. Künstler G.V. Gorschkow.

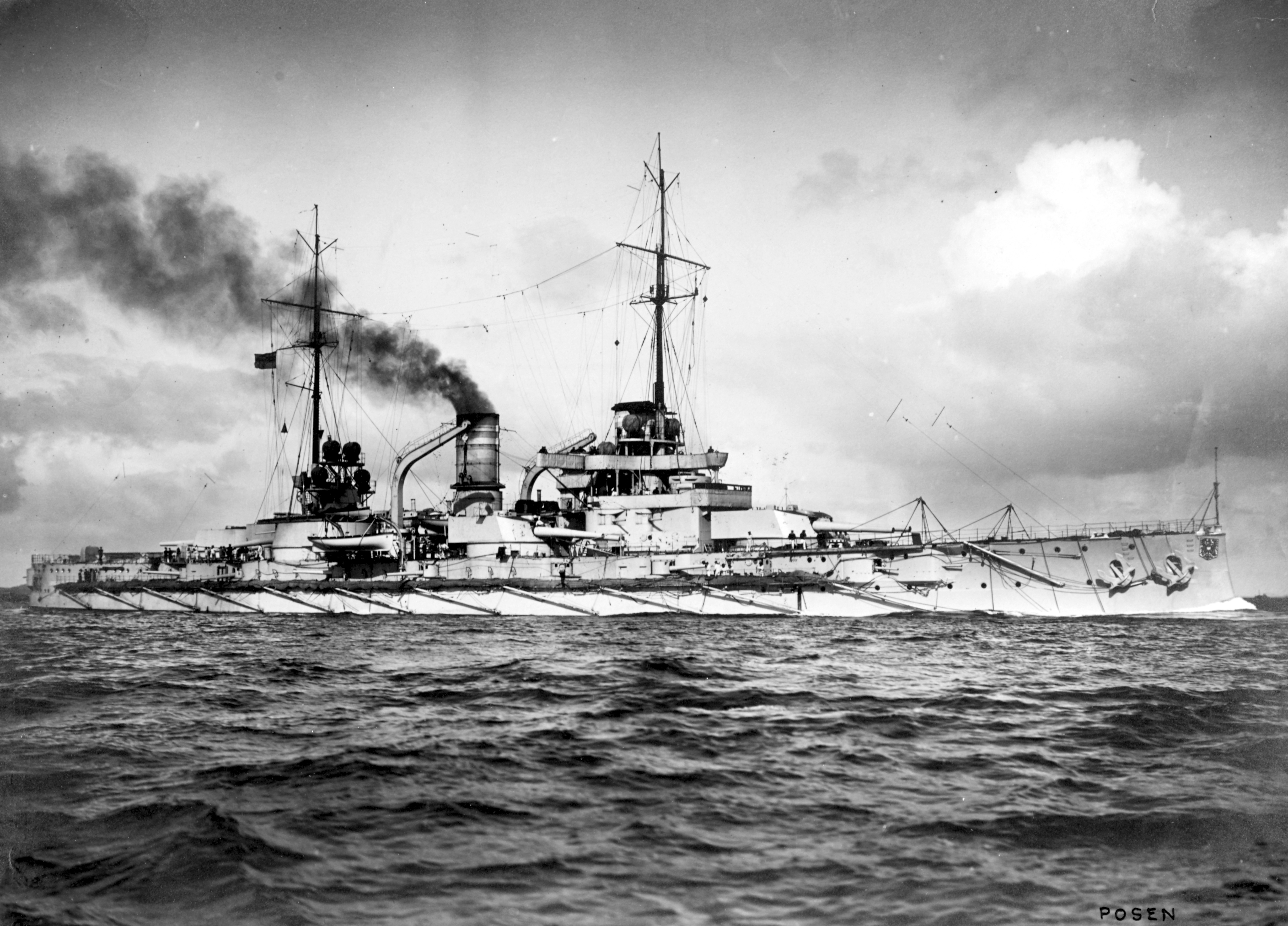
Linienschiff Posen

Nach den Erfahrungen des ersten Eindringversuches beurteilten die maßgeblichen deutschen Stellen die Lage weitaus pessimistischer: Mit einem schnellen Durchbruch durch die ausgedehnten russischen Minensperren wurde nicht gerechnet und das Ziel war nicht mehr die Vernichtung der russischen Seestreitkräfte in der Rigaer Bucht, sondern nur noch deren Fernhalten bzw. das Einschränken von deren Bewegungsfreiheit.
Zum Eindringen waren die beiden Linienschiffe Nassau und Posen mit den Kleinen Kreuzern Graudenz, Pillau, Augsburg und Bremen vorgesehen. Hinzu kamen die beiden neuen und großen Torpedoboote V 99 und V 100, 31 Boote der VIII., IX. und X. Torpedobootsflottille sowie verstärkte Minensuchflottillen. Diese Streitmacht wurde von den Linienschiffen Braunschweig und Elsass, den Schlachtkreuzern Seydlitz, Moltke und Von der Tann, dem Großen Kreuzer Roon und den Kleinen Kreuzern Regensburg, Stralsund, Lübeck und Kolberg sowie 32 Booten der I., IV. und V. Torpedobootsflottille gedeckt. Die fünf Linienschiffe der Wittelsbach-Klasse wurden in Libau in verstärkter Bereitschaft zurückgelassen. Die Prinz Heinrich war zu einem Werftaufenthalt nach Kiel beordert worden. Die Forcierung der Irbenstraße sollte diesmal nur durch die Südeinfahrt bei Lyser Ort erfolgen, um die vorhandenen Minensuchstreitkräfte von Anfang an schwerpunktmäßig einsetzen zu können.
Am Morgen des 16. August wurden die Graudenz, die Augsburg, V 99 und V 100 sowie eine Torpedobootshalbflottille vor die Mitteleinfahrt der Irbenstraße zu einem Ablenkungsmanöver beordert. Um 04.00 Uhr begann der Einbruchsversuch durch die II. Minensuchdivision unter Deckung von Pillau und Bremen. Ab 11.30 Uhr wurden die ersten Minen geräumt, und zwar in einem Gebiet, welches am 8. August schon einmal geräumt worden war. Dabei lief um 13.30 Uhr das alte kleine ehemalige Torpedoboot T 46 auf der Position 57° 41′ N, 21° 50′ O auf eine Mine und sank unter Verlust von 17 Mann. Am frühen Nachmittag kamen auf große Entfernung das russische Kanonenboot Chrabry sowie das Linienschiff Slawa in Sicht, wobei letztere die Minensuchboote beschoss. Die sichernden Linienschiffe Nassau und Posen feuerten sofort zurück, was die Slawa zum Abbruch des Gefechts nötigte. Gegen 17.00 Uhr wurde das Minensuchen aufgrund der einsetzenden Dämmerung abgebrochen und vertagt. Im deutschen Stab kam man zu dem Entschluss, dass es aussichtsvoll sei, die schnellen und stark bewaffneten Torpedoboote V 99 und V 100 zu einem Torpedo-Nachtangriff auf die Slawa anzusetzen.
Das U-Boot U 9 versenkte nördlich der Insel Dagö am 16. August den unter britischer Flagge fahrenden Dampfer Serbino.
Die Boote liefen um 18.30 Uhr dicht unter der kurländischen Küste an den russischen Minensperren vorbei in die Irbenstraße ein und standen um 19.55 Uhr mit den älteren russischen Zerstören General Kondratenko und Ochotnik in einem kurzen Gefecht, welches letztere abbrachen und sich zurückzogen. Beide Boote suchten nun nach der Slawa, die geschützt in der Arensburger Bucht in Ösel lag – was aber nicht bekannt war –, und stießen dabei bis zur Linie Insel Runö – Halbinsel Fettel auf Ösel vor. Der Rückmarsch erfolgte über die Arensburger Bucht, ohne dort aufgrund der Dunkelheit irgendwelche Ziele ausmachen zu können.
Am 17. August um 01.10 Uhr stießen beide Boote südöstlich Zerel auf die älteren russischen Boote Vojskovoi und Ukrajna, die mit Torpedos angegriffen wurden. Die Torpedos waren beides Flachschüsse, die die russischen Boote unterliefen und diese nötigten, dass Gefecht abzubrechen. Gegen 04.15 Uhr entdeckte V 99 einen russischen Zerstörer und griff diesen umgehend an, wobei sich dieser als die kampfstarke Nowik entpuppte und Unterstützung durch drei ältere Boote der Emir Bucharskij-Klasse erhielt. V 99 erhielt dabei mehrere Treffer und Brände brachen im Vorschiff und mittschiffs aus. Nun versuchte das Boot durch die bekannten russischen Minenfelder zu entfliehen und erhielt dabei zwei Minentreffer. Um 05.00 Uhr griff V 100 ein und nebelte das getroffene Boote ein, während S 31, S 34 und V 108 dem getroffenen Boot zu Hilfe eilten und die Posen die russischen Boote vertrieb. Alle Rettungsmaßnahmen waren jedoch vergebens, da das immer tiefer sinkenden Boot nicht zu halten war. Um 08.00 Uhr sank V 99 auf der Position 57° 37′ N, 21° 52′ O vor Pissen unter Verlust von 21 Mann. Die Posen beschoss unterdessen die herannahende Slawa, die sich sofort wieder zurückzog. Um 07.40 Uhr erschien die Slawa wieder auf dem Kampfplatz und wurde diesmal bis auf 16.300 Meter an die deutschen Schiffe herankommen gelassen, bevor Nassau und Posen zurückschossen und drei Treffer erzielten.

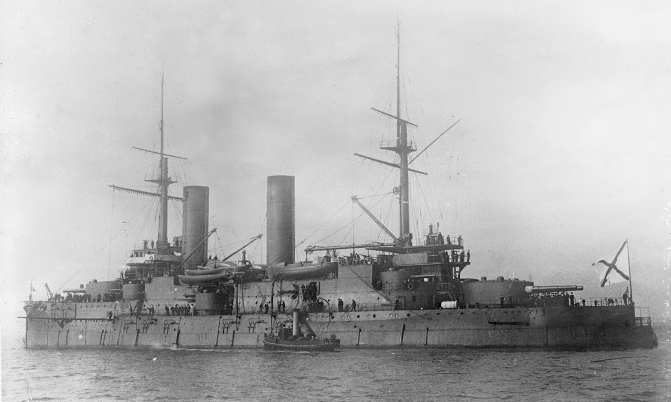
Das Linienschiff Slawa 1915

Den ganzen 18. August fand ohne irgendwelche Zwischenfälle das Minenräumen statt. Am 19. August lief das alte kleine ehemalige Torpedoboot T 77 im freigesuchten Fahrwasser auf eine Mine, hatte dabei auch zwei Tote zu verzeichnen und konnte dennoch gehalten und eingebracht werden.
Befohlen wurde an diesem Tag der Einbruch der beiden Linienschiffe Posen und Nassau, zusammen mit den Kleinen Kreuzern Pillau, Bremen, Augsburg und Graudenz sowie dem Hilfsminenleger Deutschland und der VIII., IX.und X. Torpedobootsflottille. Mittags nahm die Bremen mit V 30 und S 34 Kurs auf Arensburg und beschoss den Hafen Romassar. Anschließend patrouillierte der Kreuzer mit fünf Torpedobooten auf einer Vorpostenlinie in der Arensburger Bucht vor Ösel. Die Graudenz besetzte mit einer Torpedobootshalbflottille eine Vorpostenlinie zwischen Kap Domesnäs und der Insel Runö und die Augsburg wurde mit V 100 zum Überwachen des Hafens Pernau abgeordnet.
Um 17.30 Uhr steuerte der Hilfsminenleger Deutschland zusammen mit drei mit je zwölf Minen beladenen Torpedobooten und unter Bedeckung des Kreuzers Pillau den Moon-Sund an, um diesen zu sperren. Jedoch wurde das Unternehmen schon um 18.00 Uhr wegen der Gefahr von Minen und russischer Zerstörer abgebrochen. Diese Gruppe ankerte in der Dunkelheit im Schutz der Insel Kynö. Die Augsburg begab sich um 19.30 Uhr ebenfalls auf den Weg von Pernau nach Kynö, um dort zu ankern, wobei sie südlich der Insel auf zwei feindliche Schiffe traf, die nach Norden in Richtung Moon-Sund zu entfliehen suchten. Aus dieser Richtung kam den beiden Schiffen – es handelte sich um die kleineren russischen Kanonenboote Siwutsch und Korejez, die zuvor vor Dünamünde 100 Minen verlegt hatten – jedoch das deutsche Gros entgegen. Um 20.17 Uhr griffen Posen und Nassau in das laufende Gefecht ein und versenkten die Siwutsch. Das Schwesterschiff Korejez konnte in der Dunkelheit entkommen, hatte jedoch später eine schwere Grundberührung und wurde aus diesem Grund am 20. August von der eigenen Besatzung aufgegeben und gesprengt. Gegen 23.00 Uhr ankerte die deutsche Hauptflotte 15 sm nördlich von Kynö. Um die gleiche Zeit erhielt das Torpedoboot S 31 eine Minentreffer ca. 4 sm westlich der Insel Runö. Gegen 01.30 Uhr versank das Boot auf der Position 57° 47′ N, 23° 5′ O unter Verlust von 11 Mann.
Am selben 19. August griff das britische U-Boot E1 den Schlachtkreuzer Seydlitz mit einem Torpedo an, der jedoch vorbeilief und den versetzt fahrenden Schlachtkreuzer Moltke im Bugtorpedoraum traf und dort acht Tote zur Folge hatte.
Am 20. August unternahmen die Kreuzer Graudenz und Augsburg zusammen mit den Booten V 28, S 32, V 183 und V 108 sowie drei Blockschiffen die Blockierung des Hafens Pernau. Nachdem einige Küstenbatterien niedergekämpft worden waren, erfolgte um 11.00 Uhr die erfolgreiche Blockierung des Hafens mit den alten Dampfern Auk, Iris und City of Berlin, die in der Fahrrinne zielgenau platziert und versenkt wurden.
Der Abschluss des Unternehmens war für den 21. August mit der Verminung des Moon-Sunds geplant. Dazu lichtete die Hauptkampfgruppe um 05.30 Uhr den Anker und nahm Fahrt auf in Richtung Operationsgebiet. Nachdem jedoch das Torpedoboot V 181 ein U-Boot entdeckt hatte, wurde die Minenoperation sofort durch den Seebefehlshaber, Vizeadmiral Schmidt, wegen der Gefahr aufgegeben und zugleich der Rückmarsch angetreten. Um 15.30 Uhr verließ die Nachhut der deutschen Flotte die Rigaer Bucht und das Unternehmen wurde für beendet erklärt.

## Auswirkungen
Die deutsche Seite musste aufgrund der eigenen Erfolge beim Minenräumen erkennen, dass die Verminung des Moon-Sunds ohne ständige Bewachungen wenig effektiv gewesen wäre; deshalb verzichtete man letztlich auch auf sie. Die russische Marine wiederum erkannte die weitgehende Nutzlosigkeit defensiver Minensperren und begab sich weiter in die strategische Defensive. Warum die modernen Großkampfschiffe nicht aktiver gegen die deutschen Marineeinheiten vorgegangen sind, ist bis zum jetzigen Zeitpunkt umstritten – wahrscheinlich wollte man die wenigen schweren Einheiten nicht gefährden.
Die Rigaer Bucht blieb die nächsten zwei Jahre – bis zur Operation Albion – der Hauptkriegsschauplatz zur See in der Ostsee. Die dort ausgefochtenen Kämpfe wurden aber zum größten Teil durch kleine Boote, wie LM-Boote, Minensuchboote oder Küstentorpedoboote getragen. Zugleich wurde die Minenkriegführung intensiviert und das Flugzeug begann, in diesen räumlich sehr begrenzten Gebiet eine nicht unerhebliche Rolle zu spielen.